# Hans P. Eugster
Hans Peter Eugster, meglio conosciuto come Hans P. Eugster (Igis, 19 novembre 1925 – Baltimora, 17 dicembre 1987), è stato un mineralogista e geologo statunitense con cittadinanza svizzera.

## Biografia
Si laureò in geologia all'Istituto federale svizzero di tecnologia (ETH) di Zurigo, specializzandosi poi in cristallografia. Rimase per qualche tempo presso tale università col gruppo di lavoro di Paul Niggli, poi andò negli Stati Uniti per studiare spettroscopia ottica al MIT di Boston, con l'intenzione di tornare poi a lavorare con Niggli. Dopo la morte di quest'ultimo accettò però un invito del laboratorio di geofisica della Carnegie Institution di Washington per iniziare un nuovo progetto sullo studio idrotermico delle variazioni di fase della mica. 
Dal 1958 fu professore associato di geochimica alla Johns Hopkins University di Baltimora, divenendo poi titolare della cattedra dal 1960. 
Oltre che come un grande teorico Eugster è noto per essere stato molto attivo nelle prospezioni sul campo. I suoi studi geologici e petrografici lo portarono a visitare le zone geologicamente più interessanti della Terra, tra cui la Rift Valley in Africa, la Sicilia, l'Altiplano della Bolivia, il bacino del Qaidam in Cina e il Great Basin degli Stati Uniti occidentali. 
Eugster è considerato uno dei maggiori petrologi del XX secolo. Ricevette molte onorificenze accademiche, tra cui:
- la medaglia "Arthur L. Day" della Geological Society of America nel 1971
- la medaglia V. M. Goldschmidt della Mineralogical Society of America nel 1976
- la medaglia Roebling della Geochemical Society nel 1983

Fu membro della National Academy of Sciences e della American Academy of Arts and Sciences.
Dal 1983 al 1987 fu a capo del Dipartimento di Scienze della Terra e planetarie della Johns Hopkins University. Nel 1983 fu presidente della Mineralogical Society of America.